# Le Théâtre des métamorphoses
Publié en 1982 aux éditions du Seuil, dans la collection "Fiction & Cie", Le Théâtre des métamorphoses succède à quatre livres de théorie et à quatre livres de fiction. Mais, à la différence des précédents, ce neuvième livre opère un changement remarquable dans l'œuvre de Jean Ricardou. L'ouvrage inaugure en effet un genre inédit: l'entreprise s'affiche cette fois comme un mixte. Déroutante à première vue, cette enseigne marque clairement un nouveau départ. 

## Un genre inclassable: un «mixte»?
Le Théâtre des métamorphoses, écrit Ricardou, "prétend à un statut de mixte. Ce qu'il dispose, entre autres, sur la scène où il se livre, c'est l'apparent hétéroclite d'un concours d'éléments variés". À ce titre, le livre a pu être qualifié de "mutant scriptural". Et cette variété, qui s'accrédite à différents niveaux du texte et qui implique, sous des formes diverses, une pluralité de modes de représentation, "entend textualiser l'hétérogène" selon "le cohérent tressage d'une réunion de composants divers".

Et, sans doute, au premier abord, cette désignation générique (un mixte ?) ne laisse pas en effet de surprendre: "Le livre se rend inclassable au regard de l’usuelle identification des œuvres, que ce soit d’un point de vue générique ou de celui de l’histoire récente". Face à cette incertitude générique, dès la quatrième de couverture, le prière d'insérer offre un premier éclaircissement: d'une part, relatant diverses histoires, notamment "un strip-tease circonstancié .... Voici donc un ouvrage de fiction"; et, d'autre part, offrant une "étude" qui oppose, notamment, "la presse et le texte" .... Voici donc un ouvrage de théorie". 

Cependant, s'il n'est guère courant de mêler ainsi deux régimes distincts, le mixte ne se réduit nullement à cette dualité: celle d'un texte fictio-théorique. De façon en quelque sorte pléthorique, s'y croisent encore maints autres genres qui semblent aussi variés qu'inconciliables : pamphlet, pièce radiophonique, dialogues, autobiographie, descriptions, sonnets. Outre mesure, composé d'une pluralité de genres, le mixte mêle encore texte et image: 
Davantage, romancier de la Prise de Constantinople, théoricien des Problèmes du Nouveau Roman, Jean Ricardou élargit en effet sa palette: il implique des strophes et des images; il multiplie les parallélismes et les rimes. Bref, il croise tout un assortiment de registres selon une manière de Fiction & Cie (quatrième de couverture).
 Ou, comme Ricardou l'explique dans un entretien, il s'agit d'un mixte scripto-plastique: "Le théâtre des métamorphoses se présente non seulement comme un mixte scriptural (une polygraphie), mais encore comme un mixte scripto-plastique (un poly-art)". 

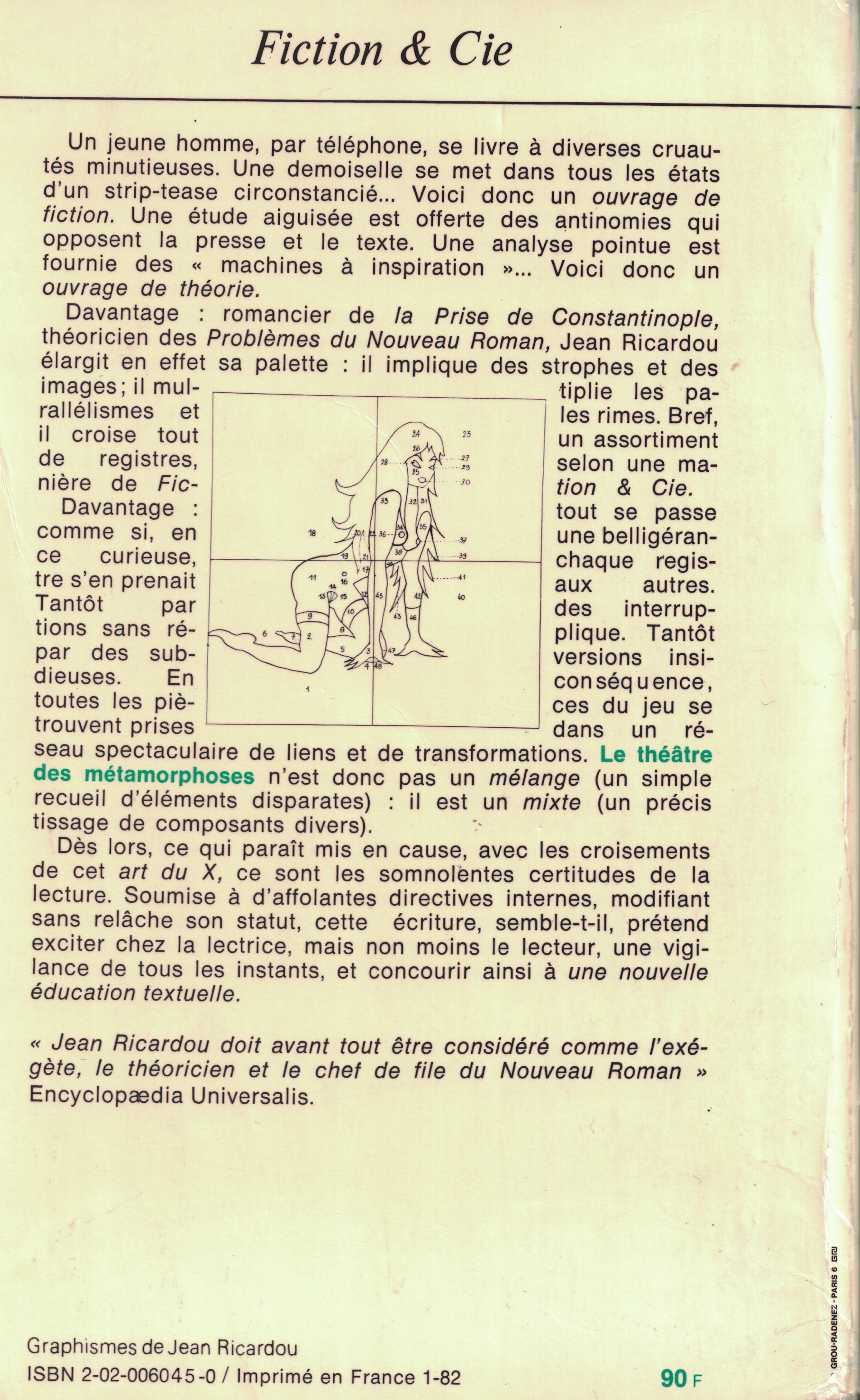
Quatrième de couverture Théâtre des métamorphoses de Jean Ricardou

Bref, entremêlant divers régimes et registres relevant à la fois de l'écrit verbal et de l'art plastique, le mixte propose, ainsi que le manifeste la bande-annonce de couverture, "Une nouvelle éducation textuelle":
Une "nouvelle éducation textuelle" nous est proposée non sous la forme d'une fiction ou d'études théoriques mais d'un "mixte" qui allie selon une précise stratégie écriture à dominante théorique, écriture à dominante fictionnelle, scription et graphismes, production et réflexion sur cette création.
Cela dit, il faut se garder d'un éventuel contre-sens: avec tel assemblage, il ne s'agit aucunement d'"un mélange (un simple recueil d'éléments disparates): il est un mixte (un précis tissage de composants divers" (prière d'insérer). Autrement dit, la façon dont s'agencent les régimes d’écriture, notamment la fiction et la théorie, n'est point celle d'une simple juxtaposition ou d'un collage aléatoire: le mixte "croise tout un assortiment de registres". Il procède ainsi d'une figure typiquement ricardolienne: celle de l’entrecroisement. "Combiner", et non pas "assembler". Loin du simple mélange, il s'agit d'une "diversité calculée". Ou encore: "à l'opposite du pêle-mêle de pratiques autonomes, le mixte [...] est ce qui tisse toutes sortes de liaisons entre ses composantes".

Tout en entrelaçant fiction et théorie, texte et graphisme, le mixte ne se limite pas non plus à cette pluralité de régimes, de genres et de registres. Il intègre en outre une variété d'écrits allographes, autrement dit "une pluralité textuelle". Mais, là encore, loin d'un simple agglomérat de matières ou d'écrits disparates, ce qui réunit l'ensemble, ce sont de précises opérations de croisements intertextuels. Ricardou signale divers "types d'enchaînements", élaborant, notamment, à partir d'autres textes, "un ensemble de liaisons" qui procèdent de "l'intertissage" et, en particulier, du métissage qui "associe l'archipel textuel selon l'entrelacs dit « mixte »": 
Mixant genres et régimes hétérologiques, il se compose de surcroît à partir de fragments citationnels variés (Poe, Mallarmé, Proust, Roussel, par exemple). Progressant sur un même site où se noue, selon une "diversité" aventureuse, une variété de citations, le mixte, s'il ne veut être réduit au mélange, entend mettre en œuvre des procédures d'intertissages et d'intratissages.

Ricardou explique ainsi sa façon de procéder à partir de sa réécriture du sonnet de Mallarmé, "Le Vierge, le vivace et le bel aujourd'hui": 
une des caractéristiques de ce Théâtre des métamorphoses consiste à métamorphoser quelques-uns de ces textes. [...] On peut montrer avec un côté ludique, mais aussi peut-être avec certaine rigueur, que le sonnet que j'en obtiens, après métamorphoses, et je vais dire quelque chose de curieux, est meilleur que celui de Mallarmé dans ce livre-là, c'est-à-dire que la citation, le texte de S. Mallarmé est moins relié, moins tissé et fonctionne moins bien dans ce livre que la version apocryphe que j'en ai construit.
Ainsi, à la sortie du livre, un compte rendu (Magazine littéraire) souligne le "caractère inoui de l’entreprise" laissant, face à ce livre inclassable, le lecteur quelque peu interdit : 
[…] j’avais là du texte dont certaines pages étaient tout simplement fulgurantes [...]./ Au fond, avec cela, c’était ma position de lecteur qui était atteinte. […] 'je l’aimais mais je ne savais comment le prendre' [...] Je me rappelai aussi de Barthes lorsqu’il évoque les textes qu’on est incapable d’écrire mais qu’on sent savoir exister. […] Ce livre, en quelque sorte, est un ‘avant-livre’ ou un ‘à-côté-du-livre’: espace fini, il préfigure un texte inachevé.

## Un mixte de fiction et de théorie
Quand paraît Le théâtre des métamorphoses, Ricardou rappelle ce qui le différencie de maints écrivains contemporains : 
Ce que ma propre bibliographie déclare en somme, d'elle-même, c'est: "Ce romancier est aussi un théoricien, ce théoricien est aussi un romancier". Et c'est même dans le "Nouveau Roman", dont l'art est plutôt réfléchi, que je fais exception: loin, comme pour les autres, d'y voir la portion congrue, l'effort théorique, pour ce qui me concerne, s'est développé au moins à parité avec l'invention romanesque.
À la différence des purs théoriciens ou poéticiens d'un côté, des stricts romanciers ou poètes d'un autre, on saisit mieux combien cette démarche implique une position d'exception. Elle ne tient pas au fait qu’un romancier se prenne au risque d’avancer certaines propositions théoriques: dans sa Correspondance, Flaubert expose certaine idée sur l’écriture;  ou encore, dans À la recherche du temps perdu, Proust dissèque avec minutie le fonctionnement même du texte qu’il est en train d’écrire. Dans un autre genre, il y a encore les écrits théoriques de Mallarmé tels que Crayonné au théâtre ou ceux de Ponge comme Pour un Malherbe. Jusqu'au Théâtre des métamorphoses, ce qui distingue l'aventure ricardolienne de l'écriture est donc cette relation de "parité" ou encore, une "répartition équilibrée" entre les deux domaines, entre les phases où domine "l'effort théorique" et celles qui privilégient "l'invention romanesque". Même au sein du Nouveau Roman, les essais critiques de Robbe-Grillet et de Sarraute ont eu, certes, un impact retentissant, mais ils restent des tentatives foncièrement épisodiques ou circonstancielles.

Entre 1971 et 1982, au vu des publications, le travail de Ricardou semblait encore poursuivre ces "deux voies distinctes". Dans le sillage des Lieux-dits (1969) et des Révolutions minuscules (1971), la seule recherche théorique sous la bannière du Nouveau Roman semblait ouvertement dominer. En réalité, la conception du Théâtre des métamorphoses naît au cours de ces mêmes années. Ricardou le signale dans son entretien de 1982 avec B. Magné: "le travail [sur Le théâtre des métamorphoses] a commencé il y a une dizaine d'années". Ainsi, le double régime qu'intègre Le théâtre des métamorphoses en est la directe conséquence, "à sa manière, en continuité" avec cet incessant va-et-vient entre les expérimentations d'ordre romanesque et les réflexions conceptuelles ou critiques qui en sont issues. Si cet alliage peut a priori déconcerter, le mixte apparaît manifestement comme la poursuite de cette systématique alternance entre les deux genres d'ouvrages, alternance en laquelle les périodes théoriques succèdent systématiquement aux phases d'expérimentation créative.
Les expérimentations de Le Théâtre des métamorphoses viennent au vrai de plus loin: d’un effort, apparent dès mes premiers volumes, de problématiser la fiction en la mettant aux prises, diversement, avec une mise en évidence de l’écrit qui la permet. Pour être bref à cet égard, disons que cette voie est mentionnée par le titre même de mon second roman, en 1965, qui se dédouble  (d’un côté, La Prise de Constantinople, et, de l’autre, La Prose de Constantinople), ainsi que du troisième, en 1969 (Les Lieux-dits), qui s’accompagne d’un sous-titre (petit guide d’un voyage dans le livre).
Dans la mesure où cette relance systématique entre fiction et théorie a jusqu'alors été la marque de fabrique de l'écriture ricardolienne, ce neuvième ouvrage ne pouvait s'envisager qu'en menant de façon conjointe cette double pratique. Bref, le « mixte » en constitue l'aboutissement; il en est la matérialisation logique :
Ces deux activités disjointes, elles se réunissaient certes dans mon œuvre, mais à demi, en quelque sorte, puisqu'en des livres séparés: romans d'un côté, essais de l'autre. Avec Le théâtre des métamorphoses, voilà qu'elles se combinent dans un même livre. Je dis bien "combine", et non pas "assemble". Car, ce livre, ce n'est pas un « mélange » (un fourre-tout désinvolte), c'est un « mixte » (une diversité calculée). Bref, c'est un livre divisé: une fiction, qui s'efforce de déployer ses sortilèges (avec ses suspenses, avec ses strip-teases), une réflexion, qui tente de comprendre des procédés (avec ses analyses, avec ses concepts).
Dit autrement : 
Le livre tente de conjoindre deux régimes qui par leurs fonctions divergentes sont de fait hétérologiques et pourtant conçus par Ricardou comme indissolublement complémentaires. La facture mixte matérialise donc en l’espace d’un seul volume ce croisement continu qui s’est accompli successivement dans le temps et qui s’était réparti en des livres distincts.

### Rupture avec un "moule dominant"
Selon un flagrant paradoxe, cette continuité, qui s'affirme avec le mixte, "fait rupture" avec un modèle dominant. Cette nouvelle "expérimentation" exemplifie le rejet d'une soumission à une injonction régnante: celle qui tend sempiternellement à opposer la pratique et la théorie. Considérés comme relevant de régimes antagonistes ou, du moins, exclusifs, ils ne bénéficient a priori d'aucune proximité: les ouvrages de théorie se rangent le plus souvent à l'écart des ouvrages de fiction. Du point de vue des écrivains, il y a en général, d'un côté, les romanciers, les poètes, les dramaturges, d'un autre, les critiques, les essayistes, les théoriciens. Puis, sous l'angle des institutions, les rôles sont non moins clairement départagés :
aujourd'hui, il semble qu'il faille choisir entre deux attitudes incomplètes: ou bien la "naïveté" (l'artiste, disons, qui œuvre sans trop réfléchir [...]), ou bien la "stérilité" (le professeur, disons, qui réfléchit sans trop œuvrer [...]). Évidemment, ce que je vise ici, ce n'est pas des personnes, c'est le système auquel ces personnes sont invitées à obéir.
Bref, depuis des lustres, selon l'idéologie culturelle en place, sévit une "parcellisation du travail". Selon ce modèle, ces deux pratiques paraissent incompatibles:  elles semblent devoir se conduire séparément, l'une à l'exclusion de l'autre. "C'est avec cette parcellisation du travail que mon œuvre fait rupture". De la sorte, ce que le mixte bat en brèche, c'est ce "moule dominant" qui tend à "disjoindre, autant que possible, l'art et la réflexion".

## Deux régimes en conflit

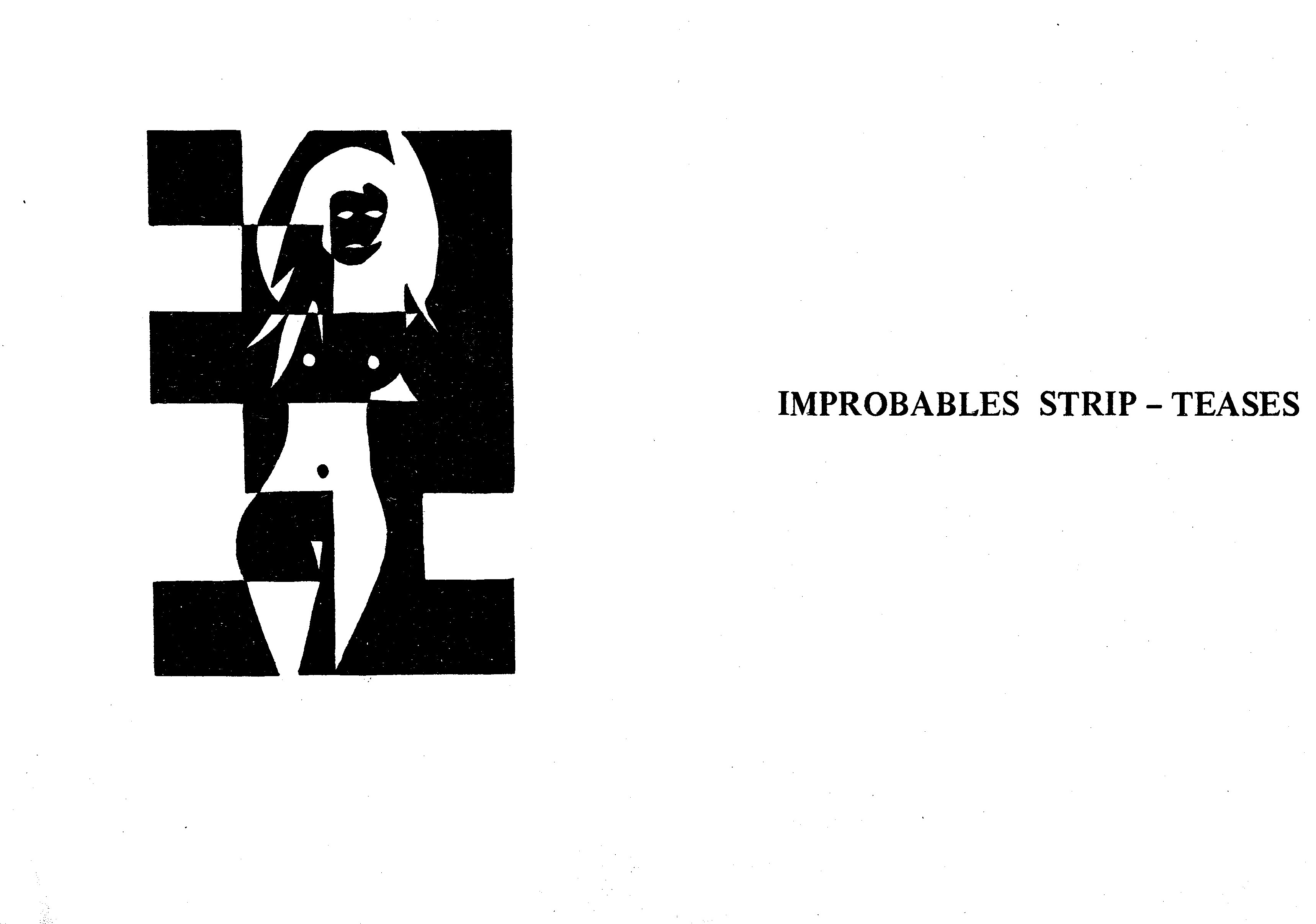
"Improbables strip-teases", graphisme de J. Ricardou, Cahier Odradek, Liège, 1973

Loin d'un ordinaire "mélange de genres" qui consisterait, selon le mot de Gérard Genette, à librement "marier deux vieilleries", à seule fin de susciter quelque facile illusion de nouveauté, le mixte ne se définit nullement selon la fruste juxtaposition de deux genres distincts, mais par l'étroite combinaison de deux modes de discours tenus en général pour opposés. Bref, mixte de fiction et de théorie, le livre ne cherche pas seulement "à combiner ces deux modes de discours généralement engagés de façon disjointe": « l’hybridation » de l'ouvrage passe "par l’entrelacs de deux régimes perçus non seulement comme hétérogènes mais comme antagonistes". Autrement dit, la particularité de l’entreprise menée par Ricardou tient dans son choix de non seulement faire coexister théorie et fiction dans un même livre mais de les installer dans une relation antagoniste. Ainsi, fiction et théorie ne coexistent nullement sur le mode pacifique d’une succession, ou d’une alternance, mais sur le mode conflictuel d’une concurrence. 
Bref, "le texte fictio-théorique s'impose comme une polémique entre la théorie et la fiction. D'où, de loin en loin, on le suppose, tout un méthodique théâtre d'opérations". Le titre du livre acquiert alors une nouvelle signification: le texte est le lieu d'un conflit. Comme "théâtre d'opérations", il instaure un espace de belligérance: 
tout se passe comme si, en une belligérance curieuse,/ chaque registre s'en prenait /aux autres. Tantôt par /des sub/versions insidieuses. En / conséquence, toutes les piè/ces du jeu se trouvent prises / dans un réseau spectaculaire de liens et de transformations (prière d'insérer).
Le texte de quatrième de couverture illustre cette dislocation incessante quand le cours de l'écrit se trouve systématiquement interrompu par l'intercalation du graphisme. 
Par suite, le mixte ne se réduit plus à cette combinaison réglée entre ces deux genres, en principe hétérogènes, que sont la fiction et sa réflexion. Entre ces deux régimes, la mise ensemble ne va pas sans heurt: cette conjonction exacerbe certaine rivalité latente. En effet, par cette réunion, ce à quoi l'on assiste, c'est à la mise au jour d'une relation antagoniste: le mixte révèle "la haine réciproque de la fiction et de la théorie":
[...] ce livre a précipité (comme on dirait en chimie) un conflit jusque-là insaisissable. Il l'a piégé parce qu'il lui a donné un lieu d'accomplissement. En acceptant le principe d'une combinaison de la fiction et de la théorie, j'ai déchaîné deux forces antagonistes, qui s'affrontaient pour... prendre le pouvoir du livre ! ".
Ainsi, cherchant de part et d'autre à prendre le pouvoir, "cette lutte" entre fiction et théorie est à la fois "quantitative" et "qualitative". Elle est quantitative dans la mesure où chaque régime tente de l'emporter spatialement sur l'autre en termes de zones occupées. Elle est qualitative notamment quand chacun cherche à "œuvrer insidieusement à l'intérieur des positions de l'adversaire". 
Au niveau de la construction générale, le combat que se livrent théorie et fiction se retrouve dans le ligne à ligne et dans le mot à mot. Ricardou le souligne: "ce n'est pas seulement sur la globalité du livre qu'[il] se joue, c'est quelquefois au niveau du passage, de la page, du paragraphe, de la phrase... ". Aussi, le texte ne cesse de multiplier les pièges, les parallélismes et les rimes, si bien qu’il devient parfois difficile de décider si telle ou telle phrase ressortit à la théorie ou à la fiction. Le principal résultat de ces intrusions réciproques est de tirer le lecteur du « confort générique » dans lequel il se trouve habituellement pris.
Ces intrusions réciproques ont pour effet d'accentuer certaine "incertitude quant au genre". Ainsi, sorti de sa sphère de certitude, le lecteur, au lieu de se laisser porter par ce qu’il lit, doit constamment se tenir sur le qui-vive afin de déjouer les pièges que lui tend le texte.
Une telle stratégie semble interdire tout retour simplement alternatif et disjoint entre écriture fictionnelle et écriture théorique. Après Le théâtre des métamorphoses, paraîtront en 1988 deux recueils de nouvelles, La Cathédrale de Sens et une réédition fortement augmentée des Révolutions minuscules. Si ces deux recueils rassemblent d'anciennes nouvelles récrites pour l'occasion, ils s'accroissent de quatre textes qui poursuivent en partie la logique du mixte. Ainsi, dans La Cathédrale de Sens, du "Lapsus circulaire", long texte inédit de quatre-vingt pages qui ouvre le recueil et auquel répond, à l'autre bout, "L'art du X" (paru précédemment en 1983). S'y ajoute “Conte dans le goût d'autrefois”, originellement paru dans La Nouvelle Revue française en 1987. Et dans la réédition des Révolutions minuscules, le très vertigineux "Révélations minuscules, en guise de préface, à la gloire de Jean Paulhan", long d'une centaine de pages qui relance cette expérience inouïe initiée par Le théâtre des métamorphoses.

## Composition du livre
Ce combat entre la fiction et la théorie se produit à tous les niveaux du texte, depuis la construction générale de l’ouvrage jusqu’aux moindres détails de la phrase. C’est ainsi que se déploie une sorte de compétition entre les quatre parties qui composent l’ouvrage, intitulées respectivement : 1. "Mixte", 2. "Communications", 3. "Improbables Strip-teases", 4. "Principes pour quelques transformations".

Par son titre, la première partie est celle qui s’affiche le plus ostensiblement comme un « mixte ». En effet, tout en développant une étude rigoureuse des oppositions entre le fonctionnement de la presse et celui du texte, le cours de l’exposé se trouve régulièrement interrompu par des interventions insolites ou incongrues. Il peut s’agir de courtes incises qui se font écho par leur construction syntaxique et certains effets de rime, ou bien de séquences plus longues, d’une page ou plus, qui introduisent des éléments érotiques dont la précision peut surprendre.

Dans cette confrontation entre théorie et fiction, la deuxième partie, "Communications", adopte un autre mode: celui du face à face entre deux types d'écrits qui se disposent, semble-t-il, indépendamment l'un de l'autre, sur les deux pages en vis-à-vis. Tandis qu’en page de droite se poursuit la pièce radiophonique, d’inspiration "borgésienne", en page de gauche se présente une série de notes qui ressortit plutôt au genre du commentaire. Mais alors que ces deux versants du livre semblent visuellement se contester, des communications peu à peu s'établissent en fournissant ainsi à la fiction un "contrepoint théorique".
Intitulée "Improbables strip-teases", la troisième partie peut sembler d’abord "un triomphe de la fiction" puisque, effectivement, elle offre une "longue description très précise d’un strip-tease". Celle-ci est néanmoins très vite perturbée par l'intercalation d'images en noir et blanc. Un  calcul précis gère le jeu des noirs et des blancs qui composent les dessins de telle façon que, d’abord à parité avec le noir, le blanc gagne progressivement. Ainsi cette troisième partie joue à mettre en concurrence l’écriture et le graphisme. 
La quatrième et dernière partie, "Principes pour quelques transformations", peut sembler, à l’inverse, un triomphe de la théorie puisque, cette fois, il s’agit d'une "explication ou, du moins, d'une mise en évidence des problèmes visibles ou non vus de la partie précédente", ainsi des rapports entre la prose et la poésie et ceux survenus "non moins, par les images qui venaient les accompagner". En même temps, ce programme est peu à peu contaminé par la réécriture du célèbre poème de Mallarmé Le vierge, le vivace et le bel aujourd'hui qui devient le sujet de variations hypertextuelles et de transformations parodiques.

## Réception de l'ouvrage
Si le mixte est génériquement inclassable, c'est que sa lecture se voit incessamment prise dans une situation d'incertitude: "l'indécidable", écrit B. Peeters, "est sans doute la figure essentielle du Théâtre des métamorphoses". Et de conclure sa recension: "Petit à petit, l'on se rend compte: aucun des énoncés contenus dans le volume, aucun des discours ou des récits qui s'y promènent, ne peut, jamais, se trouver garanti" plaçant ainsi, tout au long, le lecteur, "dans une posture aussi paradoxale qu'inouie: celle d'un délicieux inconfort". Ce diagnostic rejoint celui exprimé dans Le Magazine littéraire par G. de Contanze: "Au fond, avec cela, c'était ma position de lecteur qui était atteinte" tout en concédant, néanmoins: "une telle démarche, je ne la comprends pas".
Nul doute qu'une ambition polémique anime de bout en bout Le Théâtre des métamorphoses. Elle s’exerce contre tout ce qui, dans une certaine conception de la littérature, vante "la magie des mots". Cette charge critique met en cause, notamment, certain fonctionnement de la presse et des mass-médias. Elle en démonte les rouages. Les premières pages du livres, écrit B. Peeters, offrent "une analyse impitoyable des mécanismes de la presse". Ainsi que le proclame en ouverture, non sans une  savoureuse ironie, l'épigraphe de l'initiale partie du livre, "La Presse", une "voix" assène: "« Pressez-vous: écrivez pour les gens de presse. »". Cette dimension pamphlétaire explique sans doute la réception mitigée du livre par une partie de la critique littéraire, surtout journalistique. 
Touché sans doute au cœur de sa fonction, le feuilletoniste attitré du Monde des livres, B. Poirot-Delpech dispense une critique acerbe, proche l'éreintement. Comme il est coutumier de le faire dans ces colonnes, le chroniqueur cible d'ailleurs moins l'ouvrage que l'auteur: "la cuistrerie abtruse dont il [Ricardou] emmaillote les énoncés les plus banals fait dire qu'il ne l'aura pas volé, si le public boude, et que celui-ci n'y perdra pas grand chose". Et d'ajouter: "Ce n'est pas le principe qui condamne l'entreprise, c'est le gongorisme ahurissant auquel il aboutit".

À l'inverse, dans la presse belge, un titre, "Un livre à jouer", souligne le côté ludique de l'entreprise et conclut: "L'innovation représentée par Le Théâtre des métamorphoses est une belle occasion de réjouissances". C'est aussi ce que met en avant la brève recension parue dans World Literature Today qui note, fait plutôt rare d'après la critique, pour une livre de fiction "française" ou pour un livre de critique contemporaine, que Le Théâtre des métamorphoses ne manque ni d'humour, ni d'esprit (wit): 
In this context, Jean Ricardou is, refreshingly, serious without being pontifical; fun is a function of his structure. [...] Ricardou's extensive vocabulary, command of puns, unusual juxtapositions, deliberate misquotations, pastiches and parodies, along with the character of his characters, become indispensable pleasures. Adding to the excitement, he cites sacred cows, although he comes not to lionize a Mallarmé, but rather, uncowed, to use him as incitement to riot [...] His frequent droll asides to the reader are agreeble unnecessary calls to reawakened attention. Le théâtre des métamorphoses is well on the way to transforming our reading - and reading matter" .
Le critique universitaire et, par ailleurs, romancier Raymond Jean semble répondre directement à la critique du Monde des livres en écrivant dans Le Nouvel Observateur: 
Ce n'est pas parce que Jean Ricardou s'exprime avec préciosité qu'il ne dit pas des choses intéressantes. Bien au contraire. Il a mis au point un art tellement subtil, tellement quintessencié, des altérations et des transformations formelles de la parole qu'il en arrive à faire de tout énoncé le lieu d'un jeu bizarre et séduisant où des quantités de choses étonnantes sont dites, même si elles sont l'objet d'incessants changements à vue, se plient à toutes les provocations, à tous les aléas linguistiques et à toutes les métamorphoses textuelles. [...] 
"Effeuiller" le langage en de précises micro-opérations est réellement sa passion la plus intime. Et il y réussit d'une façon exemplaire pour pouvoir se placer en avant-poste de tout un courant de transformation de la littérature qui, on le sait, a profondément marqué notre temps et réorienté le roman moderne.
L'innovation représentée par Le Théâtre des métamorphoses, si elle "est une belle occasion de réjouissances", constitua surtout pour l'écrivain une source inépuisable de réflexion. En effet, ainsi qu'il le précise dans un long entretien de 1991: "La Prise de Constantinople, en 1965, puis Le Théâtre des métamorphoses, en 1982, ont formé les deux principales expériences qui ont chacune ouvert, pour moi, une longue période théorique" ». C'est notamment pour réussir à comprendre exactement ce qu'il avait mis en jeu avec ce texte qu'il fut amené à initier la nouvelle discipline théorique nommée « textique ».

## Extraits d'entretiens avec J. Ricardou

### "Lire ce qui change" (1983)
Quand le travail a commencé, voilà une dizaine d’années, j’ai sitôt éprouvé une sensation à deux faces. D’une part, l’ouverture d'une univers inouï de possibilités et de problèmes, d'autre part, comment dire, physiquement, la... haine réciproque de la fiction et de la théorie. Pour avoir été longtemps aux prises avec ce fonctionnement énigmatique, je puis dire aujourd’hui ceci: il y a une guerre inexpiable entre la fiction et la théorie. Elle est déclarée, ouvertement, dans ce livre. Ou, si l’on préféré, ce livre a précipité (comme on dirait en chimie) un conflit jusque-là insaisissable. Il l’a piégé parce qu’il lui a donné un lieu d’accomplissement. En acceptant le principe d’une combinaison de la fiction et de la théorie, j'ai déchaîné deux forces antagonistes, qui s'affrontent pour... prendre le pouvoir du livre! Cette lutte, elle est certes quantitative: il s’agit, pour "chaque camp", d’occuper le plus de volume imprimé possible. Elle est qualitative aussi: tantôt, il s'agit d’occuper franchement des emplacements stratégiques; tantôt, il s’agit d’œuvrer insidieusement à l’intérieur des positions de l’adversaire. Dès lors, l’incertitude quant au genre, ce n’est pas seulement sur la globalité du livre qu’elle se joue, c’est quelquefois au niveau du passage, de la page, du paragraphe, de la phrase.

### "Un livre, des voix" (France-Culture, 1969)
Malin, diabolique: un texte, au fond un roman, doit nous apprendre à nous méfier de tout, en particulier du langage. Nous apprendre que tout est piégé, truqué, doit être déchiffré. À défaut de déchiffrer assez rapidement la situation où ils se trouvent, les personnages se trouvent peu à peu dans une situation délicate: Olivier sera mené à exécuter avec toutes sortes de lenteurs et fioritures sa compagne, et elle sera astreinte à s'y plier. Parce qu'ils n'ont pas su lire. Ils sont punis parce que (1) ils ont essayé de lire le livre où ils se sont trouvés, et (2) ils n'ont pas réussi.

### Article de Jean Ricardou
- “La couverture découverte (Problèmes de la lecturabilité textuelle)", Protée  n°14, 1-2, Université du Québec à Chicoutimi, printemps 1986, p. 5-34.

### Entretiens avec Jean Ricardou
- "Le tout à lire", entretien avec Mireille Calle-Gruber, Micromegas n° 20 spécial Nouveau Roman, Bulzoni, Rome 1981, p. 17-33.
- "Lire ce qui change", entretien avec Bernard Magné, Affaires de style n°3, Bruxelles 1983, p. 21-26
- "How to Reduce Fallacious Representative Innocence, Word by Word », réponses à un questionnaire de Michel Sirvent, Studies in 20th Century Literature, vol. 15, n° 2, Summer 1991, p. 277-298 (traduction en anglais de "Réduire, mot à mot, la fallacieuse innocence représentative", inédit en français)

### Livres (chapitres)
- Higgins, Lynn A., "Epilogue/ A New Direction? Some Final Speculations", in Parables of Theory. Jean Ricardou's Metafiction, Birmingham, Alabama, Summa Publications, Inc., 1984, p. 175-179.
- Sirvent, Michel, "Phase 3: vers le mixte (1975-1985"), in Jean Ricardou, de Tel Quel au Nouveau Roman textuel, collection monographique en littérature française contemporaine 36, Amsterdam-Atlanta, GA, Rodopi, 2001, p. 21-28.

### Articles
- Baetens, Jan, "La question des notes. L'exemple de Jean Ricardou", Rivista di Letterature Moderne e Comparate (1987), p. 357-367.
- —. "Procédures d'appel", téléchargeable sur  Urgences, no 31, mars 1991, p. 56-66.
- Fleury, Daniel, "L'Art de X", Conséquences  6, été 1985, p. 48-60.
- —. "La Lecture en arche", La Chronique des écrits en cours, no  4, sept. 1982, p. 82-86.
- —. “Quatre aspects d'un texte mixte”, Micromegas n° 20 spécial Nouveau Roman, Bulzoni, Rome 1981, p. 118-122.
- Oriol-Boyer, Claudette, "C'est une persévérance de mesures discrètes" (À propos de Jean Ricardou, "C'est l'empressement"), La Chronique des écrits en cours, no 1, mai 1981, p. 51-55.
- Calle-Gruber, Mireille, "Les sirènes du texte. D'une lecture entre alarme et séduction", Protée, printemps-été 1986, p. 49-54.
- Sirvent, Michel, "La Voie de son mètre: petite introduction à l'art dit 'mixte'", Protée n° 18, n. 1, Université du Québec à Chicoutimi, hiver 1990, p. 111-119.
- —. "Translator's Foreword and Commentary to 'Appreciation' (from Le Théâtre des métamorphoses)", téléchargeable sur Studies in 20th-century Literature, 15/2, été 1991, p. 263-266.

### Comptes rendus
- Cortanze, Gérard de, "Cuistre ? Jean Ricardou/ Le Théâtre des métamorphoses, Le Magazine littéraire,  no 182, mars 1982, p. 50.
- De Decker, "Un livre à jouer", Le Soir, 9 mars 1982
- Gauthier, Michel, "Deux réécritures de Mallarmé", Conséquences  1, aut. 1983, p. 92-93.
- Goldenstein, Jean-Pierre, "Chassez le naturel, il ne revient pas", Pratiques: linguistique, littérature, didactique, no 34, 1982, p. 121-122[49].
- Greenberg, Judith L., Le Théâtre des métamorphoses, World Literature Today, vol. 56, no 4, automne 1982, p. 648-649.
- Jean, Raymond , "Les strip-teases de Jean Ricardou", Le Nouvel Observateur, vendredi 30 avril 1982
- Peeters, Benoît, "Le Mixte", Pour n° 403, Bruxelles, mars 1982, p. 26
- Poirot-Delpech, Bertrand, "Michel Deguy, Jean Ricardou, Critique savante et lisibilité", Le Monde, vendredi 29 janvier 1982, p. 11 et 17